# Àlbum B (Goya)
L'Àlbum B o l'Àlbum de Sanlúcar, és una col·lecció de dibuixos realitzats pel pintor Francisco de Goya començat a Sanlúcar de Barrameda, a l'estiu de 1796, mentre estava allà invitat per la XIII Duquessa d'Alba i acabat el 1797 de tornada a Madrid.
Es tracta de la continuació de l'Àlbum A, la tècnica i temàtica del qual segueix l'Àlbum B fins al dibuix núm. 27, en què les escenes es tornen més complexes i dramàtiques (processons, ases, meuques i bandits), apuntant a la mateixa direcció que els posteriors Capritxos. Els fulls de l'àlbum estan numerats i en ells apareixen, per primera vegada als dibuixos de Goya, llegendes referides a les escenes representades.